# Zelle (Odenthal)
Die Zelle, auch Celle oder Zell genannt, war ein Hof und Wohnplatz in Unterodenthal in der heutigen Gemeinde Odenthal  im Rheinisch-Bergischen Kreis.

## Lage und Beschreibung
Der Gutshof Zelle war eine Besitzung der Kölner Kartause in Odenthal, der Hof lag direkt an der Odenthaler Kirche St. Pankratius. Weitere Besitzungen der Kölner Kartause in Odenthal waren: die Höfe Küchenberg, Osenau, Hahnenberg und Selbach.

## Geschichte
Der Zeller Gutshof wird 1659 in einem Extractus von Peter Haster als Freyhof Unterkirspels mit den anderen Kartäuser Höfen erwähnt. In der Landesbeschreibung von 1791 ist Zelle als adligfrei aufgeführt in der Dorfhonschaft in der bergischen Herrschaft Odenthal.
Unter der französischen Verwaltung zwischen 1806 und 1813 wurde die Herrschaft aufgelöst und Zelle wurde politisch der Mairie Odenthal im Kanton Bensberg zugeordnet. 1816 wandelten die Preußen die Mairie zur Bürgermeisterei Odenthal im Kreis Mülheim am Rhein. 
In den offiziellen Statistiken der Rheinprovinz ist Zelle 1822 mit vier Einwohnern als Ackergut und 1845 mit acht Einwohner in einem Haus aufgeführt. Danach ist Zelle nicht mehr in den Statistiken erwähnt.